# Mirbelia stipitata
Mirbelia stipitata är en ärtväxtart som beskrevs av Michael Douglas Crisp och J.M.Taylor. Mirbelia stipitata ingår i släktet Mirbelia och familjen ärtväxter. Inga underarter finns listade i Catalogue of Life.